# Basilisk (Schiff, 1931)
HMS Basilisk (H11) war ein Zerstörer der B-Klasse der britischen Royal Navy. Im Zweiten Weltkrieg wurde der Zerstörer mit den Battle Honours „Norway 1940“ und „Dunkirk 1940“ ausgezeichnet.

Am 1. Juni 1940 wurde das Schiff während der Evakuierung der britischen Truppen bei Dünkirchen von der deutschen Luftwaffe versenkt.

## Geschichte des Zerstörers
Am 4. März 1929 erhielt die Werft John Brown & Company in Clydebank neben Hawthorn Leslie den Auftrag, zwei Schiffe der zweiten Zerstörerklasse der Royal Navy, die nach Ende des Ersten Weltkriegs gebaut wurde, zu fertigen. Die Werft hatte 1928 schon Bauaufträge für zwei Zerstörer der vorangehenden A-Klasse erhalten.

Die Kiellegung der Basilisk erfolgte am 19. August 1929 mit der Baunummer 531.
Die zehnte Basilisk der Royal Navy lief am 6. August 1930 vom Stapel und wurde am 4. März 1931 in Dienst gestellt.
Die vorangegangene Basilisk war ein von J. Samuel White gebauter Zerstörer der Beagle-Klasse, der von 1910 bis 1921 im Dienst der Royal Navy stand.

### Einsatzgeschichte
Die Basilisk wurde mit ihren Schwesterschiffen zuerst der „4th Destroyer Flotilla“ bei der Mediterranean Fleet zugeordnet. Da die britische Mittelmeerflotte meist die neuesten Zerstörer erhielt, wurde die Flottille 1936 zur Home Fleet verlegt und durch die „2nd Destroyer Flotilla“ ersetzt, die gerade auf die neuen Zerstörer der H-Klasse umgerüstet worden war. Wegen der zunehmenden politischen Spannungen war die Basilisk, wie auch andere Schiffe der Klasse, 1937 weiterhin vor der spanischen Küste im Einsatz und beteiligte sich an den sogenannten Neutralitätspatrouillen wegen des spanischen Bürgerkriegs. Nach der Eroberung von Málaga durch Francos Truppen im Februar 1937 lief die Basilisk dort ein und ihr Kommandant setzte sich für dort ansässige britische Staatsbürger ein.
Als die alte „4th Destroyer Flotilla“ im März 1939 aufgelöst wurde, wurde die Basilisk Alarmzerstörer in Devonport und dann mit den Schwesterschiffen der neugebildeten „19. Zerstörerflottille“ in Dover zugeteilt.

### Kriegseinsätze
Bei Kriegsbeginn gehörte zu seinen Aufgaben des Zerstörers die Sicherung von Geleitzügen und Kriegsschiffen in den Gewässern an der britischen Nordseeküste sowie Patrouillen vor und in der Straße von Dover.
In der Nacht vom 12. auf den 13. November 1939 geleitete das Schiff zusammen mit dem Schwesterschiff Blanche den Minenleger Adventure auf einem Marsch von Grimsby nach Portsmouth. Dieser geriet in der Themsemündung in eine Minensperre, die wenige Stunden zuvor von den deutschen Zerstörern Karl Galster, Hans Lüdemann, Hermann Künne und Wilhelm Heidkamp gelegt worden war. Als die Zerstörer den beschädigten Minenleger aus dem Minenfeld herausgeleiten wollten, lief Blanche ebenfalls auf eine Mine und sank einige Zeit später im Schlepp. Die Basilisk nahm die Besatzung der Blanche und die Verwundeten der schwer beschädigten Adventure an Bord und brachte sie an Land.
Der Zerstörer wurde Mitte April 1940 zur Home Fleet abgeordnet, die alliierte Truppen, um die im Rahmen des Unternehmens Weserübung im Norwegen gelandeten deutschen Truppen wieder zu vertreiben. Die Basilisk verlegte am 24. April mit dem Schlachtschiff Resolution sowie den Zerstörern Wren und Hesperus in den Raum Narvik, das mit amphibischen Operationen zurückerobert werden sollte. Der Zerstörer griff mit seinen Geschützen auch in die Landkämpfe ein. Am 20. Mai wurde der Zerstörer aus Norwegen wieder abgezogen und traf am 30. Mai wieder in Dover ein.

### Das Ende derBasilisk
Die Basilisk wurde dann gemeinsam mit vielen anderen Schiffen bei der Evakuierung der um Dünkirchen eingekesselten alliierten Truppen (Operation Dynamo) eingesetzt. An ihrem ersten Einsatztag, dem 31. Mai 1940, konnte sie zwei Fahrten durchführen und 338 bzw. 357 Soldaten zur Britischen Insel zurückführen.
Am 1. Juni lief das Schiff wieder zur französischen Kanalküste. Dabei wurde es unmittelbar vor der Küste von deutschen Sturzkampfbombern angegriffen und durch Bombentreffer schwer beschädigt. Es wurde versucht, den manövrierunfähigen Zerstörer abzuschleppen, der bei einem weiteren Angriff auf 51° 8′ N, 2° 35′ O sank. Der belgische Fischdampfer Jolie Mascotte und der alte Zerstörer Whitehall retteten 131 Mann von dem sinkenden Schiff. Die Whitehall zerstörte das sinkende Wrack völlig mit ihrer Artillerie und Torpedos.

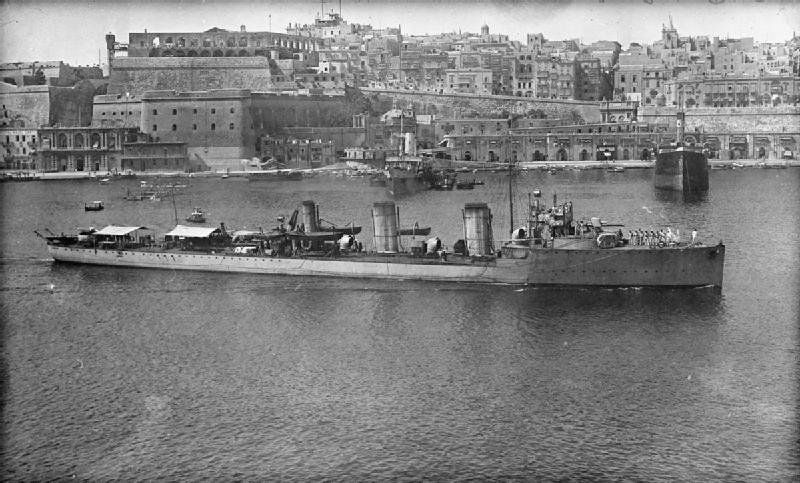
Die neunte HMS Basilisk 1915 in Malta